# La mano nell'ombra
La mano nell'ombra (The Hand Invisible) è un film muto del 1919 diretto da Harry O. Hoyt. Per Hoyt, che in precedenza faceva lo sceneggiatore per la World Film, il film segna il suo debutto nella regia.

## Trama
Rodney Graham, un magnate dell'acciaio, divorzia dalla prima moglie perché questa, a causa di un incidente, non potrà più avere bambini. Come madre dei suoi figli, Graham sceglie Katherine Dale, una giovane debuttante che, alla vigilia delle nozze, ha perso il fidanzato. Approfittando del momento di debolezza della ragazza, disperata per la morte dell'uomo che amava, il potente industriale - appoggiato anche dall'ambiziosa madre di Katherine - riesce a convincerla ad accettare di sposarlo. La giovane sposa morirà dopo aver dato alla luce un figlio maschio, Rodney junior. Arthur Haynes, il fratellastro di Graham, furioso con lui, gli augurerà allora di morire.

Gli anni passano. Graham ha messo al centro della sua vita il figlio Rodney. Questi, ormai grande, si innamora di Ruth, la figlia di Haynes. Ma Graham si oppone a quella unione a causa dei contrasti tra lui e il fratellastro, padre di Ruth. Quando però scopre che Rodney in realtà è figlio di Allen, il fidanzato morto di Katherine, il mondo gli crolla addosso. Decide di cambiare testamento per diseredarlo ma, non ci riuscirà, perché, prima di poterlo fare, gli viene un colpo che lo lascia paralizzato. Dalla sedia a rotelle, incapace di muovere qualsiasi muscolo, l'industriale segue con gli occhi la cerimonia di nozze tra Rodney e Ruth, senza poter intervenire e poco dopo, muore.

## Produzione
Il film fu prodotto dalla World Film.

## Distribuzione
Il copyright del film, richiesto dalla World Film Corp., fu registrato il 24 marzo 1919 con il numero LU13530. Distribuito dalla World Film, il film uscì nelle sale cinematografiche statunitensi il 17 marzo 1919. In Italia, distribuito nel 1925 dalla SAIC, il film ottenne il visto di censura numero 20790: approvato con riserva, il visto porta la segnalazione di "Sopprimere le ultime scene di violenza brutale per la cattura dell'assassino, essendo sufficiente la confessione ed arresto dello stesso per la soluzione del dramma. (indice 1922-1925)".
Non si conoscono copie ancora esistenti della pellicola che viene considerata presumibilmente perduta.